# Мяукане
Мяукането е вокализация на звукът, който котката издава. Мяукането може да има различни тонове. Възрастните котки рядко мяукат една на друга. Котките обикновено общуват помежду си чрез споделеното си обоняние, но с хората често правят вербални знаци около поведението, като например наличието на специфичен звук, показващ желание да излязат навън.

## Предистория и биологични подробности
Мяукането на котка може да бъде тъжно, приятелско, смело, гостоприемно, привличащо вниманието, изискващо или оплакващо се, дори е възможно да е тихо – когато котката отваря устата си, но не издава вокал. Както хората. така и котките могат да се изразят изчерпателно, когато са щастливи, така могат и котките. Според The Purrington Post бъбривата котка вероятно също е щастлива.